# Gustave Fuss-Amoré

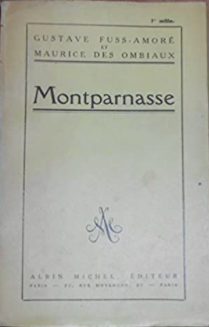
"Montparnasse" de Gustave Fuss-Amoré & Maurice des Ombiaux (éditions. Albin-Michel) 1925

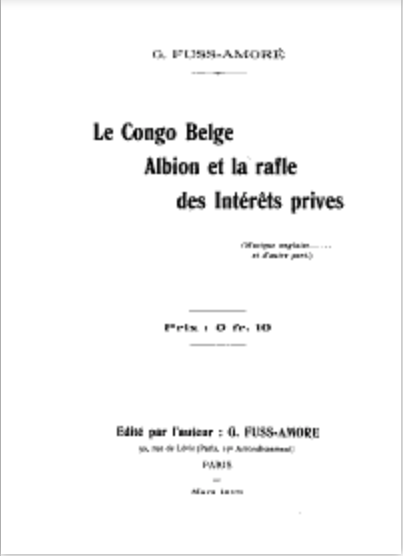
Le Congo Belge, Albion et la rafle des inrérêts privés 1908 - Gustave Fuss-Amoré (auteur & éditeur).

Gustave Fuss-Amoré, né le 25 mars 1877 à Bruxelles (Belgique), et mort en avril 1944 à Courbevoie (France), est un journaliste,  écrivain,  éditeur et intellectuel de gauche belge.

## Biographie
Bruxellois d'origine, Gustave vit a Ostende, quand sa compagne Élisabeth Jeanne Bégard, met au jour leur fille Gisèle le 27 septembre 1898.
De retour à Paris, Gustave épouse Élisabeth, le 31 décembre 1904, à la mairie du 17e (leurs témoins sont : Maurice Le Blond, Charles Chanvin, Gustave Flasschoen et Alice Dick Dumas).
Son épouse, Élisabeth Fuss-Amoré, artiste peintre, modèle du tableau Élisabeth d'Amedeo Modigliani, est également une militante engagée de la cause féminine. En 1910, elle prend fait et cause pour les « Midinettes » dans la grève des confectionneuses.
Journaliste et écrivain, il devient éditeur.
Au début des années 1920, Gustave et Élisabeth, participent avec une soixantaine d'autres écrivains et artistes, à la relance à Montparnasse, du Mouvement des expositions de café (initié après-guerre par le peintre Manuel Ortiz de Zárate).
Il meurt à Courbevoie (Hauts-de-Seine), en avril 1944.

## Écrits
- Albion et la rafle des intérêts privés, Gustave Fuss-Amoré, Congo Belge (1908)
- Notice biographique, Gustave Fuss-Amoré (archives Marguerite Audoux) (1917)
- Lettre ouverte à Messieurs Fuss-Amoré et Maurice Des Ombiaux (1925)[8]
- Gustave Fuss-Amoré (inventaire des archives Vaudoises) (1925)[9]
- Montparnasse, Gustave Fuss-Amoré et Maurice Des Ombiaux (Édition Albin Michel) (1925)[10]
- Gustave Fuss-Amoré, journaliste et homme de lettre (catalogue BNF) [11]
- Gustave Fuss-Amoré s'en prenait à Janson (Persée.fr) (1930)
- Expo de Paris et sa cité de la pensée, Gustave Fuss-Amoré (L'Éventail) (1937)

## Presse
- Protestation contre l'arrestation de Gorki, in: L'Humanité (gallica.bnf) 1905 (3 février)
- Henri Fuss s'installe à Paris comme son frère aîné, (socialesecurity.belgium.be) (1910)
- À mes amis, Le Saint peuple Belge, poème de Paul Fort, (gallica.bnf) (1915) (15 janvier)
- Annuaire international des Lettres et des Arts, 6 rue de Chevreuses Paris 6e, (internet archives) (1921)
- Aquadémie Montparnasse et Montmartre (blog.mediapart.fr) (1925) (janvier)
- Aquadémie Montparnasse et Montmartre (gallica.bnf.fr) (1926) (janvier)
- Gustave Fuss-Amoré, ami des impressionnistes... (Mercure de France)